# James Duff
James Duff, né le 3 septembre 1955 à La Nouvelle-Orléans, est un scénariste, producteur et réalisateur américain pour la télévision.
Il a créé la série The Closer : L.A. enquêtes prioritaires.

## Filmographie

### Scénariste
- 1992 : Doing Time on Maple Drive
- 1993 : A Song for You (film de Ken Martin)
- 1993 : Parents coupables (Without a Kiss Goodbye) (film de Noel Nosseck)
- 1995 : Mensonges et trahison (Betrayed: A Story of Three Women) (film de William A. Graham)
- 1996 : The War at Home (film d'Emilio Estevez)
- 1995 : Long Island Fever
- 2000 : 919 Fifth Avenue
- 2000-2001 : Popular
- 2001 : Felicity
- 2001 : Star Trek : Enterprise (Star Trek: Enterprise)
- 2001 : Espions d'État (The Agency)
- 2002 : Wolf Lake
- 2005 : The D.A. (en)
- 2006-2012 : The Closer : L.A. enquêtes prioritaires (The Closer) (scénariste en chef, showrunner)
- 2012-2018 : Major Crimes (scénariste en chef, showrunner)

### Producteur
- 1995 : Long Island Fever (coproducteur délégué)
- 1996 : The War at Home (producteur)
- 1996 : Texas Graces (coproducteur délégué)
- 2002 : Wolf Lake (coproducteur délégué)
- 2005 : The D.A. (en) (producteur délégué)
- 2006-2012 : The Closer : L.A. enquêtes prioritaires (The Closer) (producteur délégué)
- 2012-2018 : Major Crimes (producteur délégué)

### Réalisateur
- 2006-2012 : The Closer : L.A. enquêtes prioritaires (The Closer)